# Natàlia Sokolova
Natàlia Sokolova   (Moscou, 6 d'octubre de 1949), nascuda Kulitxkova (Куличкова) va ser una atleta russa, especialista en els 400 metres, que va competir sota bandera soviètica durant la dècada de 1970.
El 1976 va prendre part en els Jocs Olímpics de Mont-real, on disputà dues proves del programa d'atletisme. Guanyà la medalla de bronze en els 4x400 metres relleus, formant equip amb Inta Kļimoviča, Liudmila Aksionova i Nadejda Ilyina. En els 400 metres quedà eliminada en semifinals.
En el seu palmarès també destaca una medalla de bronze en els 4x400 metres relleus del Campionat d'Europa d'atletisme de 1974. També guanyà 2 campionats soviètics.

## Millors marques
- 400 metres. 51.43" (1976)[1][2]